# Inopsis
Inopsis is een geslacht van vlinders van de familie spinneruilen (Erebidae), uit de onderfamilie Arctiinae.

## Soorten
- I. catoxantha Felder, 1874
- I. funerea Grote, 1882
- I. imitata Edwards, 1887
- I. metella Druce, 1885
- I. modulata Edwards, 1884
- I. sylla Druce, 1885